# Phytomyza major
Phytomyza major är en tvåvingeart som beskrevs av Malloch 1913. Phytomyza major ingår i släktet Phytomyza och familjen minerarflugor. Inga underarter finns listade i Catalogue of Life.